# Tossal de Benito
El Tossal de Benito és una muntanya de 176 metres que es troba al municipi de Massalcoreig, a la comarca catalana del Segrià.